# BLS Ae 4/4
Die Ae 4/4 (UIC-konforme Bezeichnung seit 1992: Ae 415) der Bern-Lötschberg-Simplon-Bahn (BLS) war eine leistungsstarke laufachslose Drehgestelllokomotive, von der in den Jahren 1944/45 zunächst zwei Prototypen und bis 1955 sechs weitere Exemplare beschafft wurden. Ursache der Bestellung war der steigende Güterverkehr auf der Lötschbergstrecke. Das Pflichtenheft sah damals unter anderem eine Anhängelast von 400 t für 27 ‰ Steigung bei einer Geschwindigkeit von 75 km/h vor.
Die Ae 4/4 war weltweit die erste Hochleistungslokomotive ohne Laufachsen für den Einsatz im Schnellzugsverkehr. Sie diente als Vorbild der vierachsigen Drehgestelllokomotive, die sich nach dem Zweiten Weltkrieg in ganz Europa durchsetzte.

## Geschichte
Zunächst wurden die beiden Prototypen Ae 4/4 Nr. 251 und 252 gebaut, die im November 1944 und im März 1945 in bronze-brauner Lackierung ausgeliefert wurden und die Erwartungen, abgesehen von kleineren Mängeln, erfüllten. Diese Prototypen erhielten im Jahr 1949 gemäss dem neuen Farbkonzept der BLS eine dunkelgrüne Lackierung.
In den Jahren 1948 und 1952 folgten je zwei weitere Exemplare (Nr. 253, 254, 255 und 256), die sofort in der dunkelgrünen Lackierung ausgeliefert wurden. Die letzte Lieferung von 1955 mit den zwei Exemplaren Nr. 257 und 258 ging wieder in der klassischen rotbraunen Lackierung in Betrieb.
Eine weitere Bestellung mit den bereits im Bau befindlichen Ae 4/4 Nr. 259 und 260 wurde umgewandelt und 1959 als Doppellokomotive BLS Ae 8/8 271 (neu: Ae 485, genannt BLS-Muni), ausgeliefert. So konnte man zwei Führerstände sparen und die Stufenschalter mechanisch kuppeln.
Die Lokomotiven waren mit geschweisstem selbsttragendem Kasten gebaut. Auch bei anderen Bauteilen wurde Gewicht eingespart, um trotz der geforderten Leistung die maximale Achslast von 20 t einhalten zu können. In den 1950er Jahren wurde die Zahl der Bremswiderstände auf dem Dach erhöht, dafür entfiel der zweite Stromabnehmer.
In den Jahren 1965/66 wurden die vier Lokomotiven 253 + 254 und 255 + 256 ebenfalls zu Doppellokomotiven Ae 8/8 umgebaut. Sie erhielten die neuen Fahrzeugnummern 274 und 275.
Im Jahr 1966 existierten noch die vier Einzellokomotiven 251, 252, 257 und 258, welche im Laufe der Zeit weitere Modifizierungen erfuhren, wie z. B. den Einbau einer Vielfachsteuerung. Hierdurch wurden Mehrfachbetrieb und Führen von Steuerwagen möglich. So kam die Ae 415 auch vor Pendelzügen und im Autoverlad (Kandersteg–Goppenstein, bzw. Kandersteg–Brig) zum Einsatz.
Ab der Jahrtausendwende wurden die Maschinen überflüssig, insbesondere als Re 465 und Re 485 viele Dienste übernahmen und dadurch freiwerdende Re 425 die Ae-415-Dienste übernahmen. Sie versahen teilweise untergeordnete Dienste, waren aber auch vor Regionalzügen z. B. zwischen Interlaken Ost und Zweisimmen zu finden. 2002 fiel die Lokomotive Nr. 252 einem Brand zum Opfer. Von den drei verbleibenden Einheiten steht Nr. 251 heute als historische Lokomotive zur Verfügung. Die Lokomotive Nr. 257 wurde zugunsten der Nr. 251 ausgeschlachtet und danach verschrottet, die Lokomotive Nr. 258 steht im Verkehrshaus in Luzern.